# Gaiganz
Gaiganz ist ein Gemeindeteil der Gemeinde Effeltrich im Landkreis Forchheim (Oberfranken, Bayern).

## Geografie
Das Kirchdorf befindet sich am Westrand der Fränkischen Schweiz, etwa drei Kilometer ostnordöstlich von Effeltrich. Es liegt auf einer Höhe von 332 m ü. NHN im Tal des Waillenbaches, eines Zulaufs der Wiesent.

## Geschichte

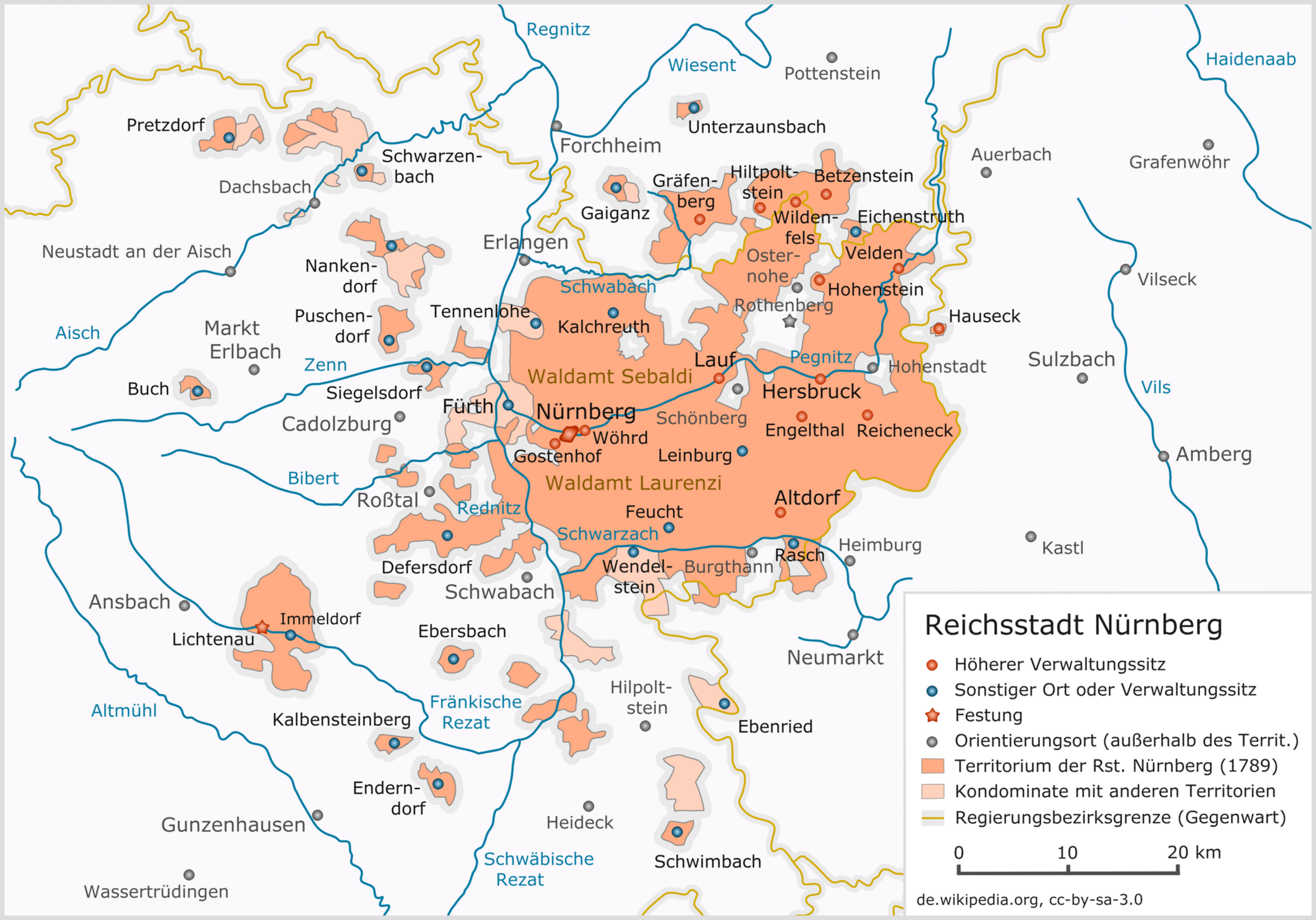
Das Gebiet der Reichsstadt Nürnberg

Die Gegend um Gaiganz war bereits in der Steinzeit besiedelt. Etwa 800 m nordwestlich des heutigen Ortskernes befanden sich eine über drei Hektar ausgedehnte Freilandstation des Mesolithikums und eine Siedlung des Neolithikums, die als Bodendenkmäler geschützt sind.:5
Die Siedlung entstand an der heutigen Stelle wohl im 10. oder 11. Jahrhundert. Eine erste schriftliche Erwähnung war nach 1053 im Zusammenhang mit dem Kloster Weißenohe unter dem früheren Namen „Geigitz“. Die ältesten erhaltenen Bauteile der katholischen Filialkirche St. Vitus datieren aus dem 12./13. Jahrhundert,:3 die schriftliche Ersterwähnung war 1313. Im 16. und 17. Jahrhundert galt Gaiganz als eine der Judengemeinden Oberfrankens. Ihr barockes Erscheinungsbild erhielt die Kirche bei Aus- und Umbauten im Zeitraum von 1737 bis 1750, ihre Orgel gilt als die älteste der Region. Neben der Kirche sind im Altort etwa ein halbes Dutzend Baudenkmäler aus dem 17. und 18. Jahrhundert erhalten. Siehe: Liste der Baudenkmäler in Gaiganz
In der frühen Neuzeit gelangte Gaiganz in den Besitz der Reichsstadt Nürnberg und bildete bis zum Ende ihrer Existenz eine Exklave ihres Landgebietes. Danach wurde der Ort durch die Verwaltungsreformen zu Beginn des 19. Jahrhunderts im Königreich Bayern eine Ruralgemeinde. 
Die Bayerische Uraufnahme nannte Gaiganz in den 1810er Jahren als ein Haufendorf mit 27 Herdstellen; der Waillenbach war zu einem 1500 m² großen Weiher angestaut, der heute zugeschüttet und überbaut ist.
In der Zeit des Nationalsozialismus erlangte die Gemeinde durch den Mordfall von Gaiganz einige Aufmerksamkeit. Im Zuge der kommunalen Gebietsreform in Bayern wurde Gaiganz am 1. Mai 1978 in die Gemeinde Effeltrich eingegliedert.

## Verkehr
Die Anbindung an das öffentliche Straßenverkehrsnetz wird hauptsächlich durch die Staatsstraße 2242 hergestellt, die aus dem Westsüdwesten von Effeltrich her kommend durch den Ort führt und in nordöstlicher Richtung nach Kunreuth weiterverläuft. Von dieser Straße zweigt eine Gemeindeverbindungsstraße ab, die Gaiganz mit dem etwa einen Kilometer östlich gelegenen Dorf Ermreus verbindet.
Westlich verläuft die Bahnstrecke Nürnberg–Bamberg; die nächstgelegenen S-Bahn-Halte sind Kersbach bzw. Baiersdorf.

## Söhne und Töchter
- Ernst Metz (1916–1980), Generalmajor des Heeres der Bundeswehr